# Xã Cambridge, Quận Isanti, Minnesota
Xã Cambridge (tiếng Anh: Cambridge Township) là một xã thuộc quận Isanti, tiểu bang Minnesota, Hoa Kỳ. Năm 2010, dân số của xã này là 2.379 người.